# 今昔画図続百鬼
『今昔画図続百鬼』（こんじゃくがずぞくひゃっき）は、1779年（安永8年）に刊行された鳥山石燕の妖怪画集。雨・晦・明の上中下3巻構成。

## 概要
『画図百鬼夜行』の続編にあたり、巻末に掲載されている目録 から「後編」と称されていた作品であると見られる。前作は絵と妖怪の名称のみで構成された作品であったが、本作および以後のシリーズ作品ではそれらに加えて1体1体の妖怪に解説や讃としての文章が添えられていることが特徴である。巻頭は逢魔時、巻末は日の出が描かれており、妖怪たちが動きはじめるたそがれ時と、妖怪たちが姿を消す朝の太陽とを対比させた構成になっている。
『画図百鬼夜行』に較べ、土蜘蛛・酒呑童子・般若・橋姫・長壁姫・鵺（ぬえ）など芸能で広く認知されていた妖怪が多く描かれるようになったほか、陰摩羅鬼・片輪車・骨女などのように『諸国百物語』や『伽婢子』などのような説話集から題材を得たり、魍魎・覚・水虎・野衾などのように『和漢三才図会』に掲載された記事を引用したり参考にするなどして描かれたものもあり、山精や魃など中国の妖怪も含まれている。
いっぽうで、百々目鬼・天井下・大禿などのように典拠が明確ではない妖怪もあり、石燕による創作による部分が多い妖怪では無いかとも考えられている。同様の妖怪は続作（『今昔百鬼拾遺』）にも見受けられる。

## 収録作品

### 上之巻／雨

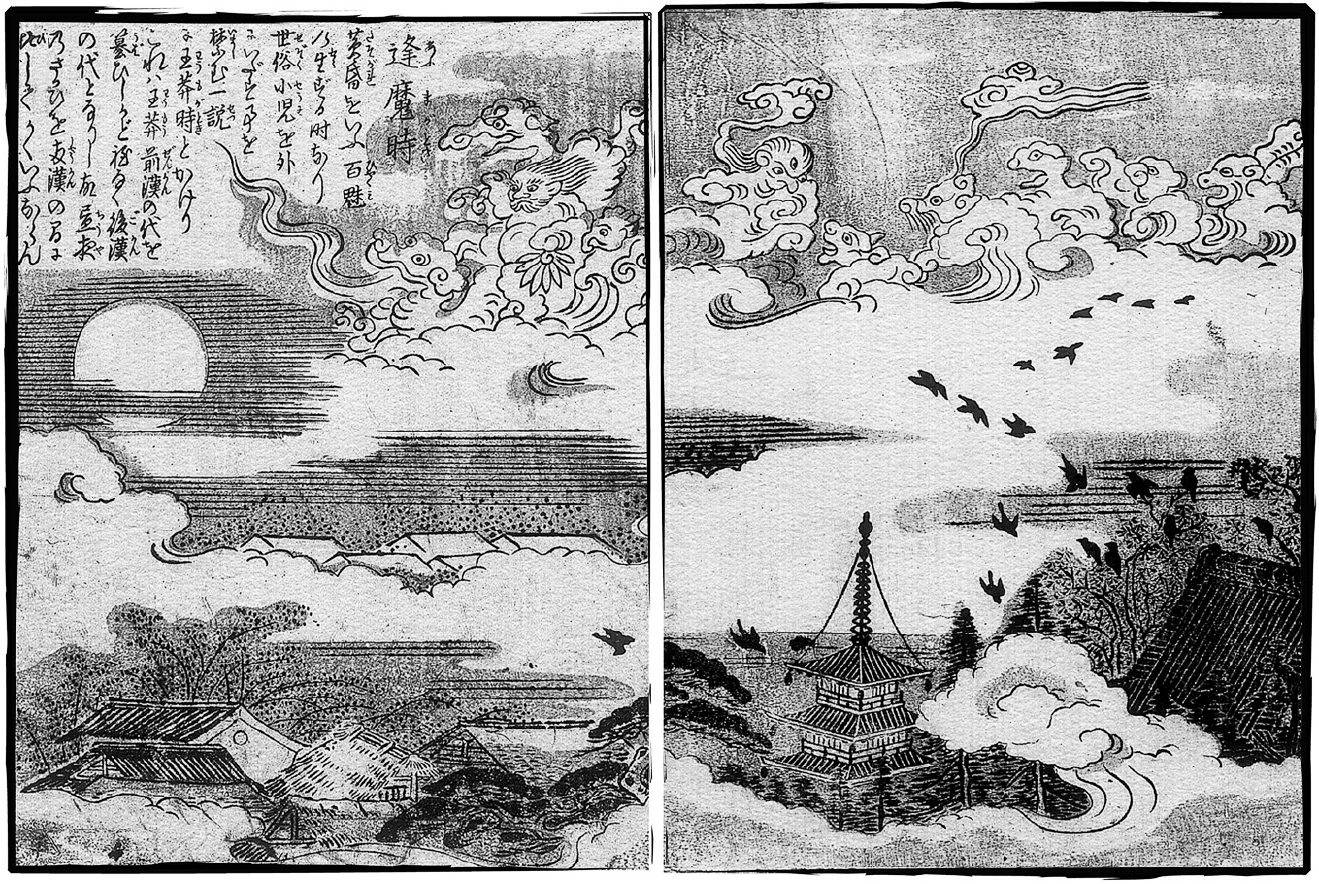
逢魔時（おうまがとき）
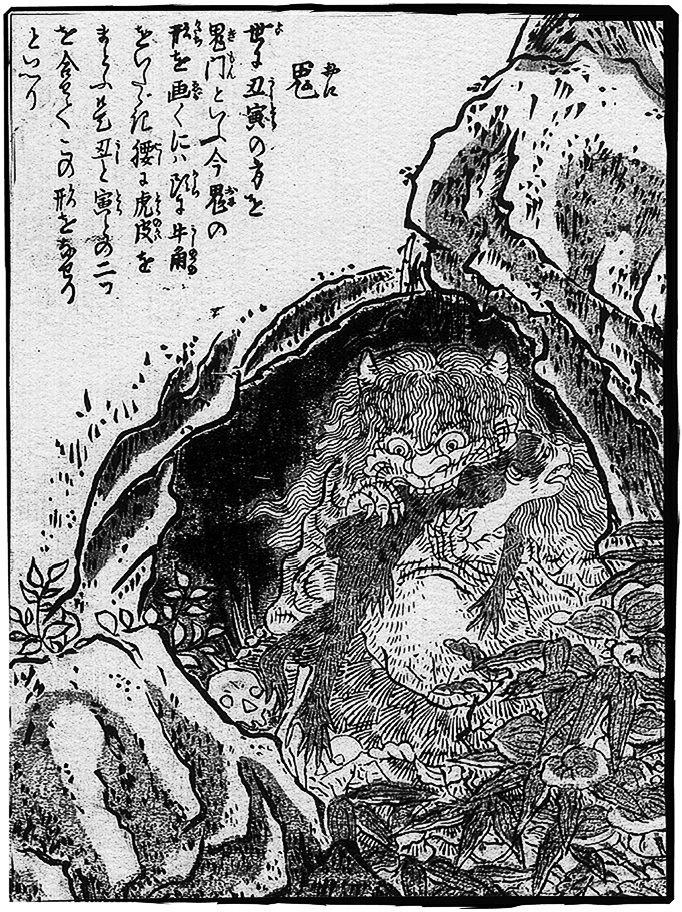
鬼（おに）
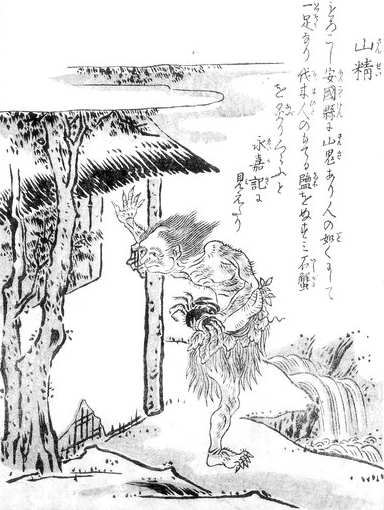
山精（さんせい）
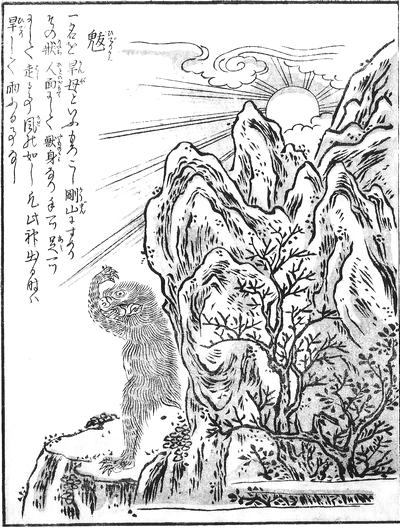
魃（ひでりがみ）
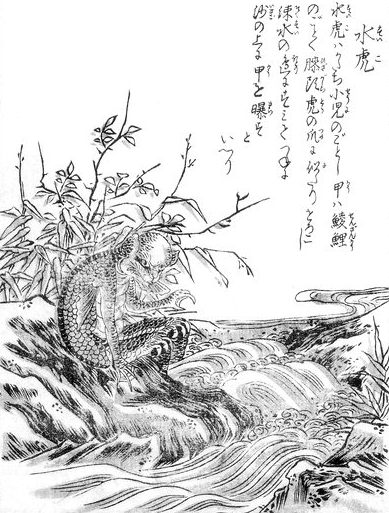
水虎（すいこ）
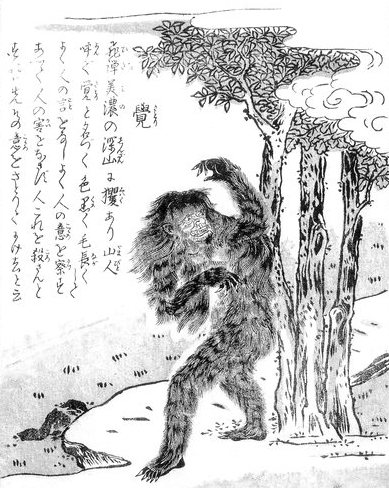
覚（さとり）
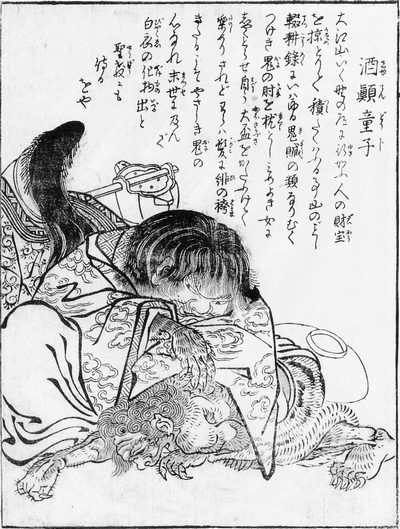
酒顛童子（しゅてんどうじ）
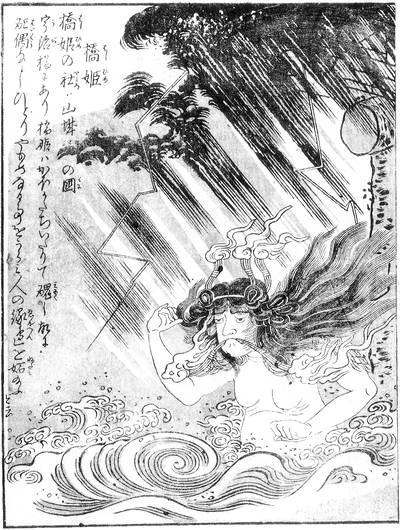
橋姫（はしひめ）
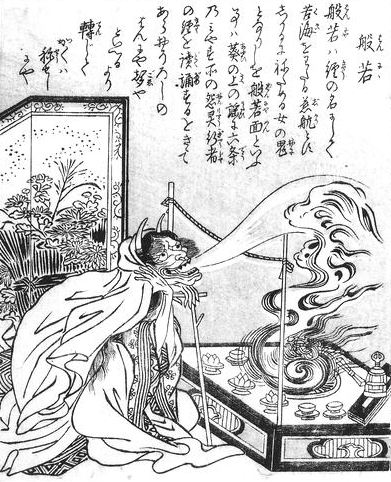
般若（はんにゃ）
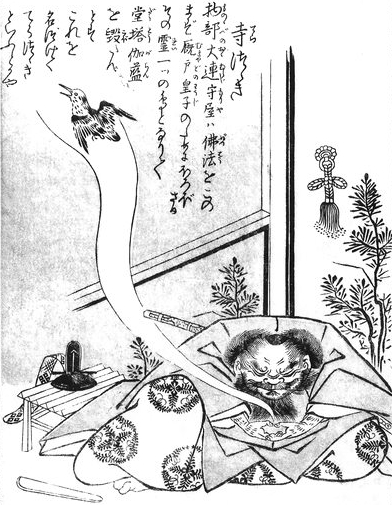
寺つつき（てらつつき）
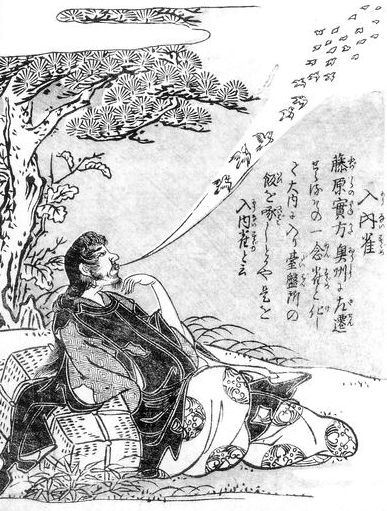
入内雀（にゅうないすずめ）
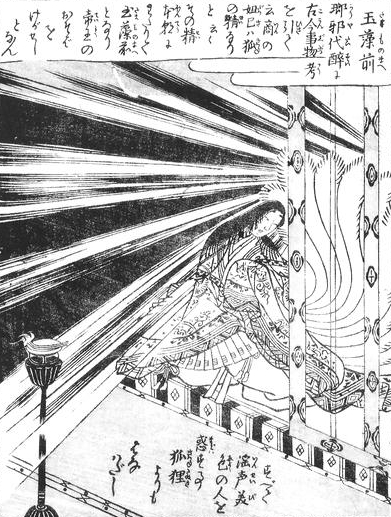
玉藻前（たまものまえ）
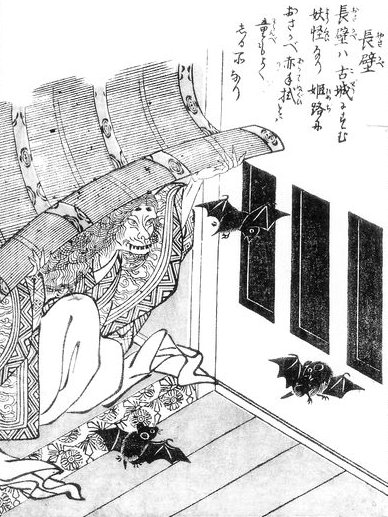
長壁（おさかべ）
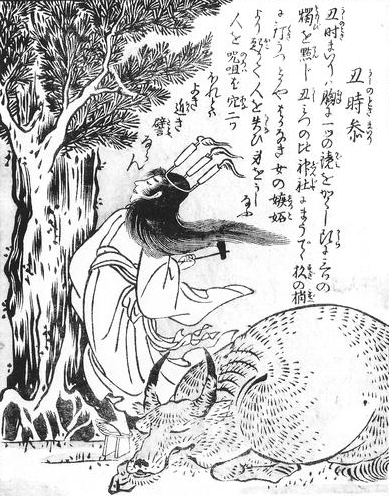
丑時参（うしのときまいり）

### 中之巻／晦

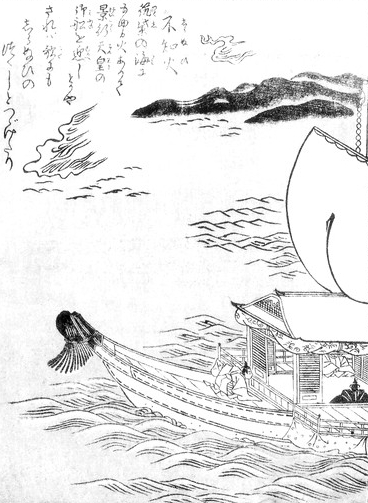
不知火（しらぬい）
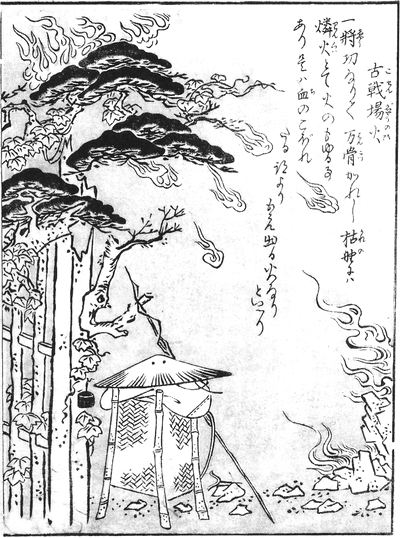
古戦場火（こせんじょうひ）
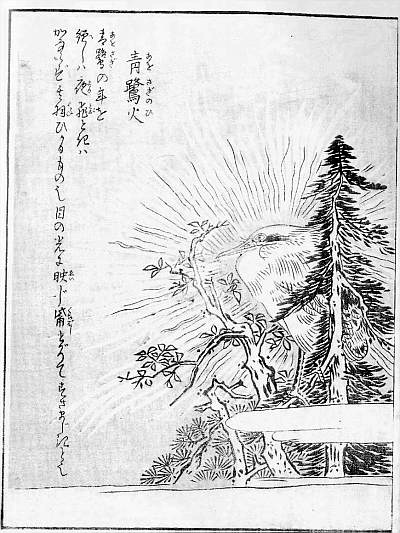
青鷺火（あおさぎび）
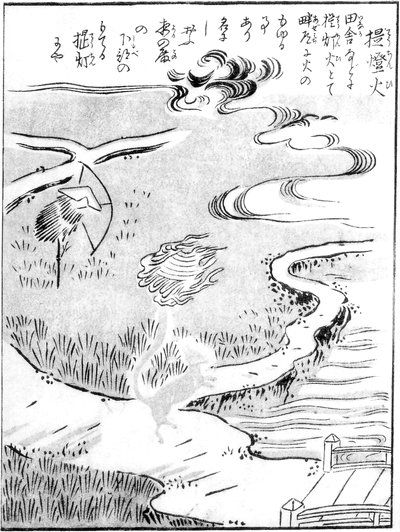
提灯火（ちょうちんのひ）
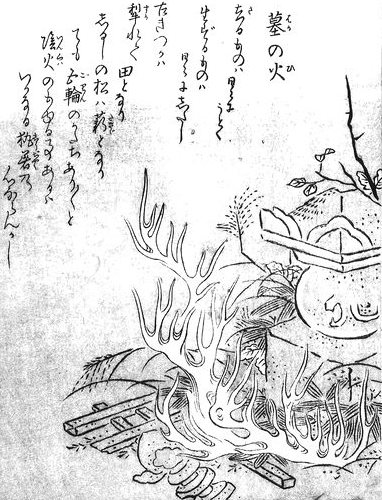
墓の火（はかのひ）
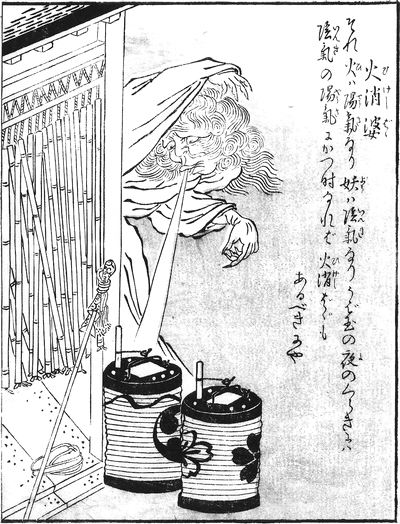
火消婆（ひけしばば）
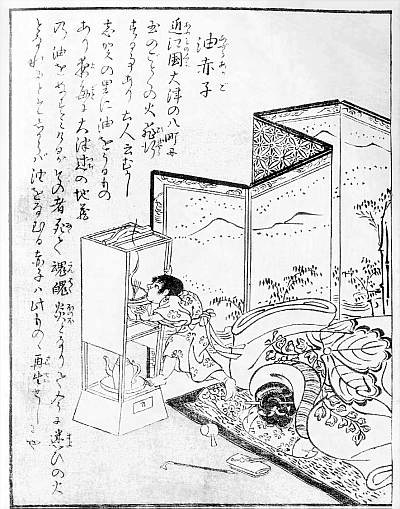
油赤子（あぶらあかご）
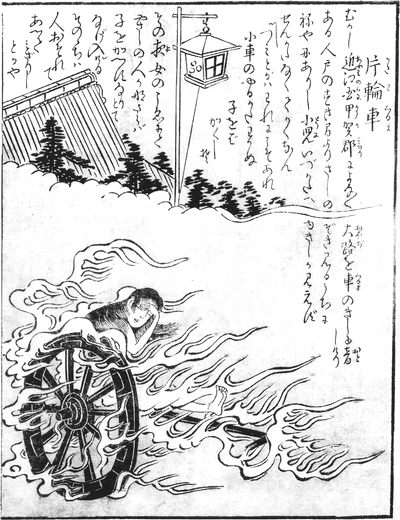
片輪車（かたわぐるま）
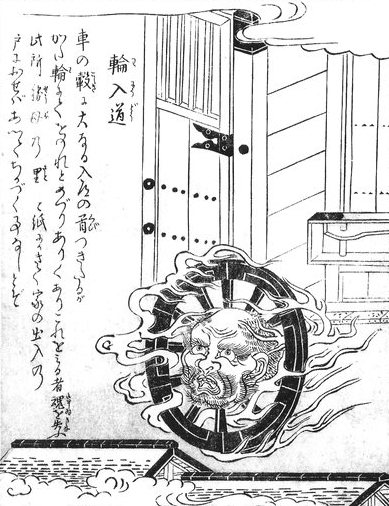
輪入道（わにゅうどう）
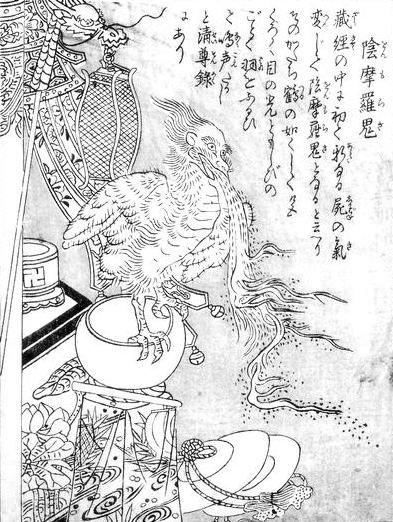
陰摩羅鬼（おんもらき）
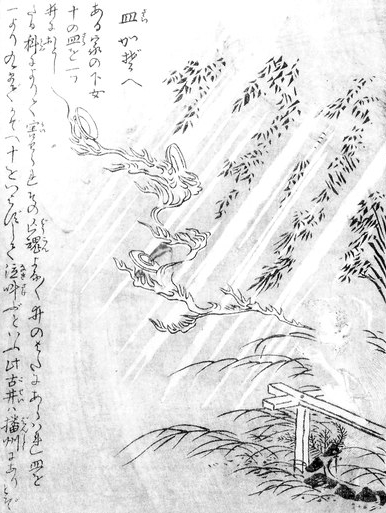
皿かぞえ（さらかぞえ）
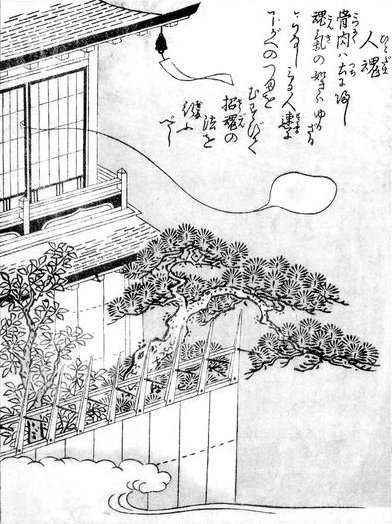
人魂（ひとだま）
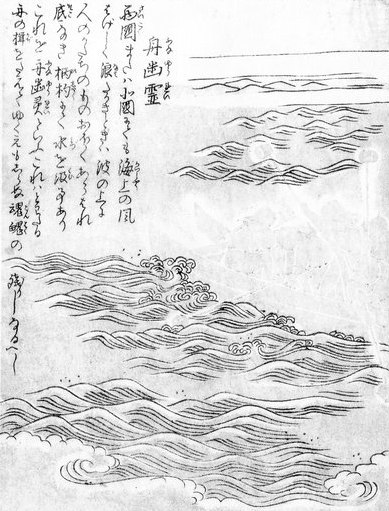
船幽霊（ふなゆうれい）
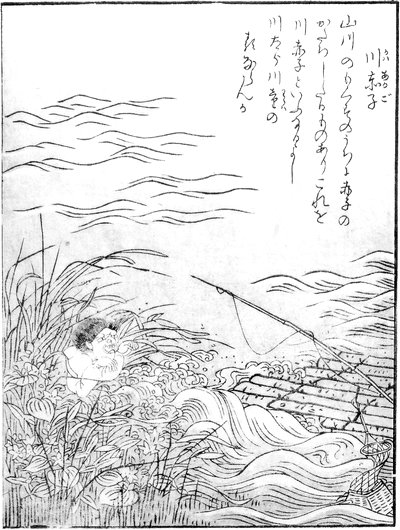
川赤子（かわあかご）
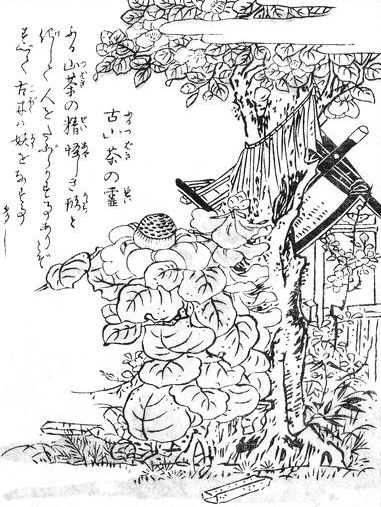
古山茶の霊（ふるつばきのれい）
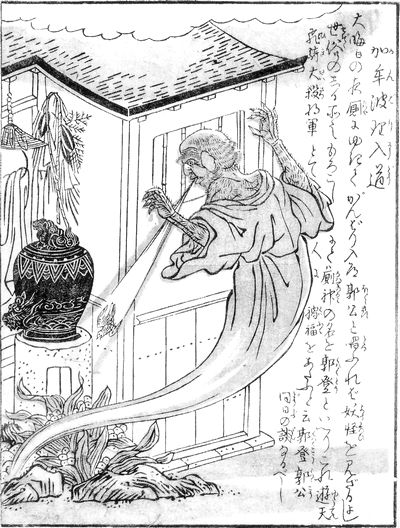
加牟波理入道（がんばりにゅうどう）
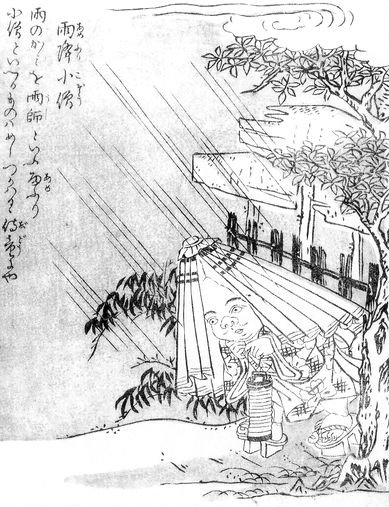
雨降小僧（あめふりこぞう）
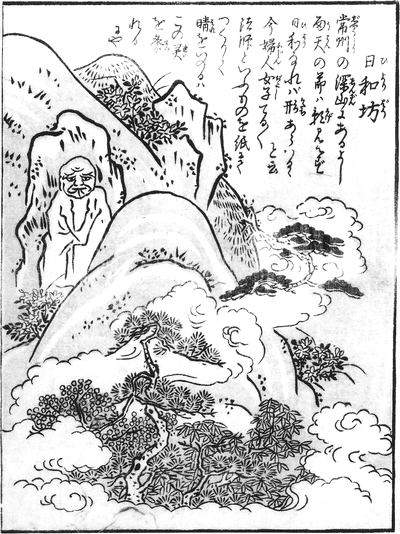
日和坊（ひよりぼう）
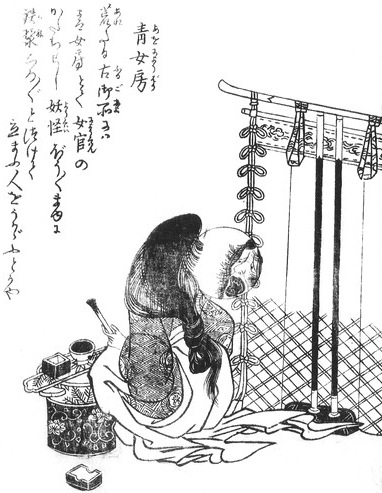
青女房（あおにょうぼう）
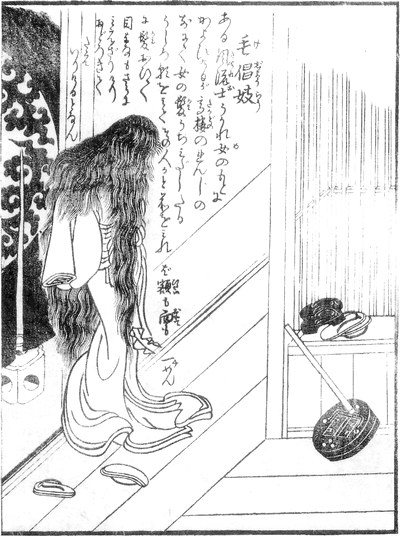
毛倡妓（けじょうろう）
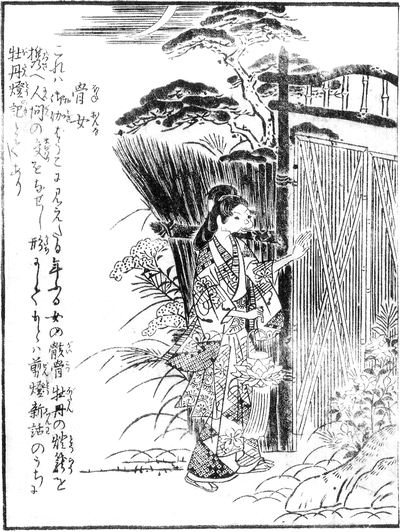
骨女（ほねおんな）

### 下之巻／明

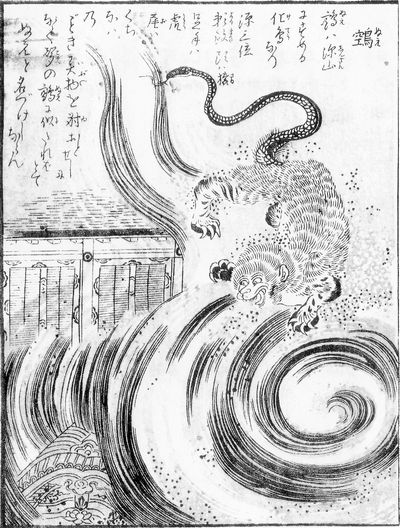
鵺（ぬえ）
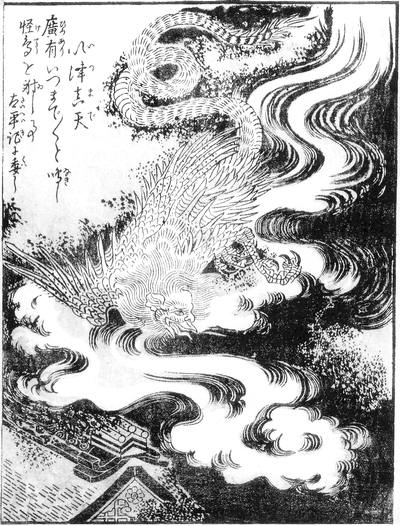
以津真天（いつまで）
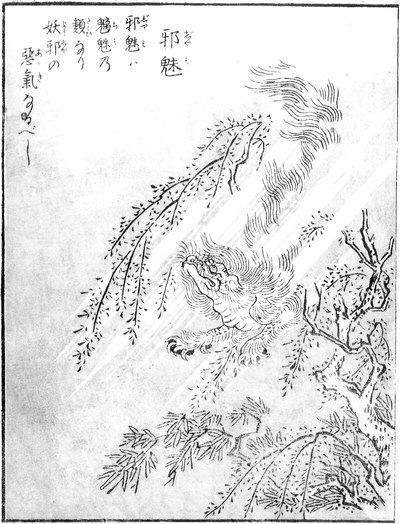
邪魅（じゃみ）
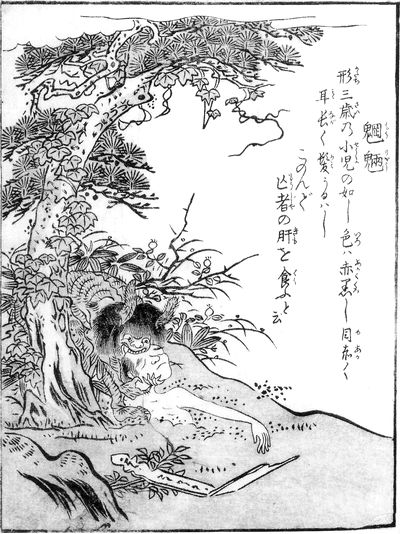
魍魎（もうりょう）
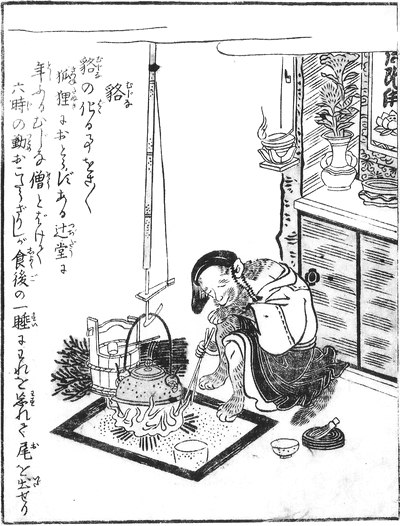
狢（むじな）
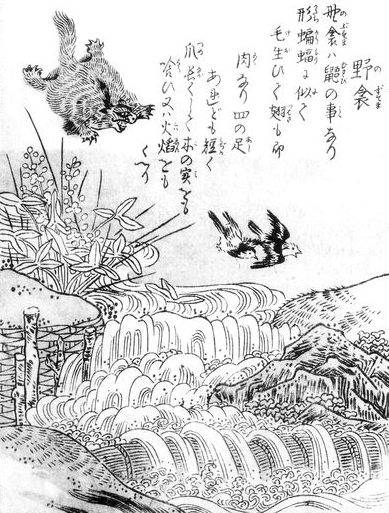
野衾（のぶすま）
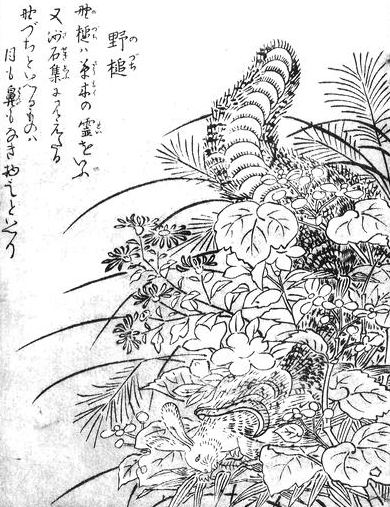
野槌（のづち）
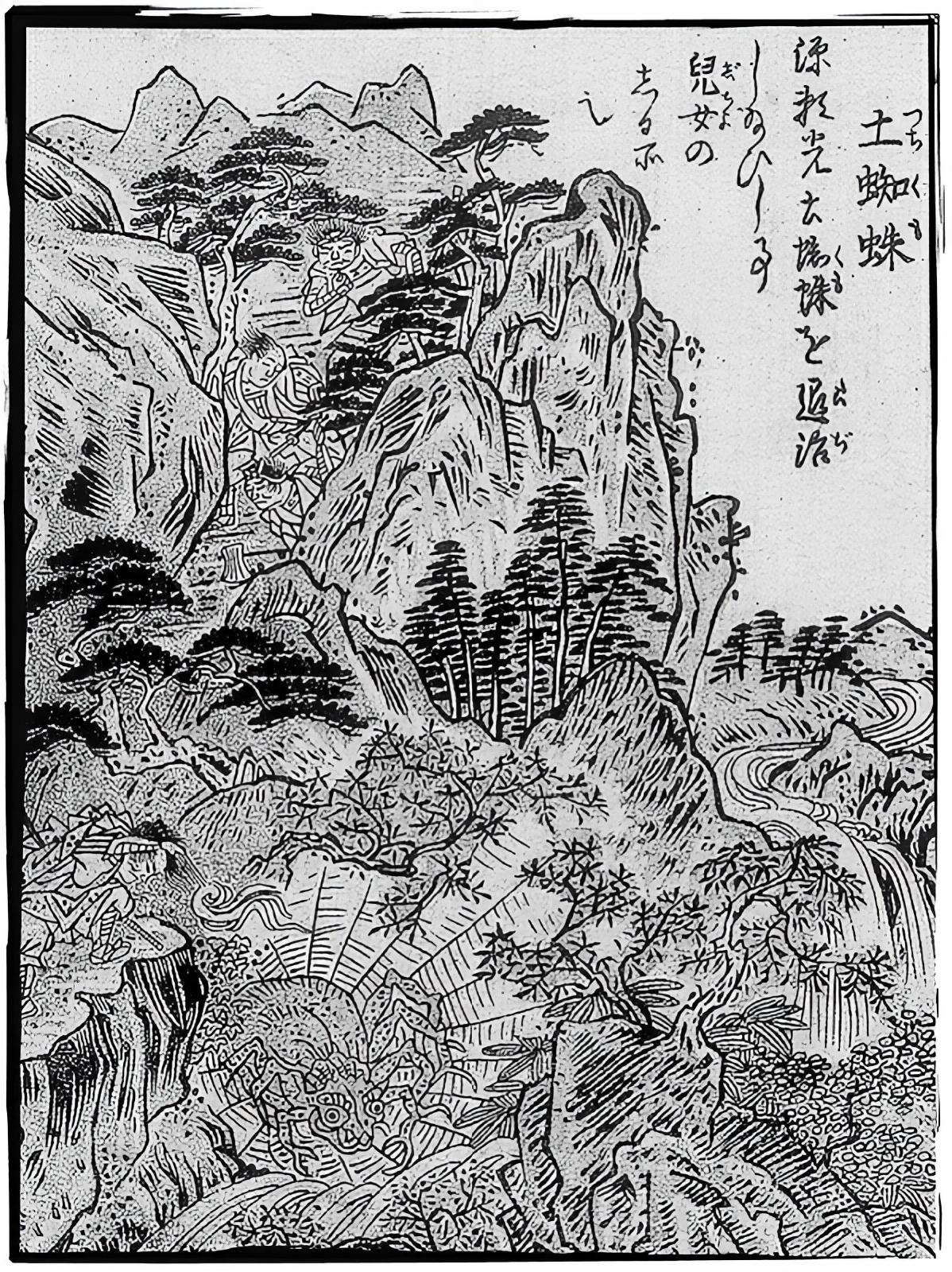
土蜘蛛（つちぐも）
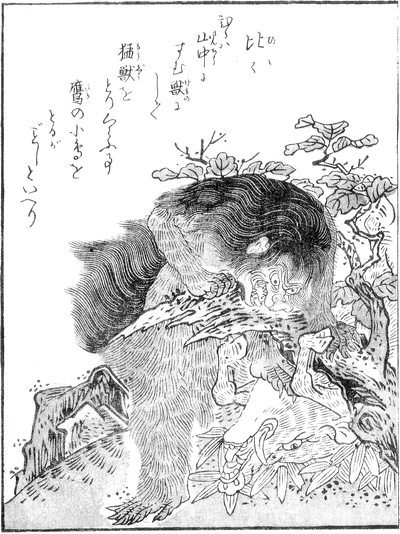
比々（ひひ）
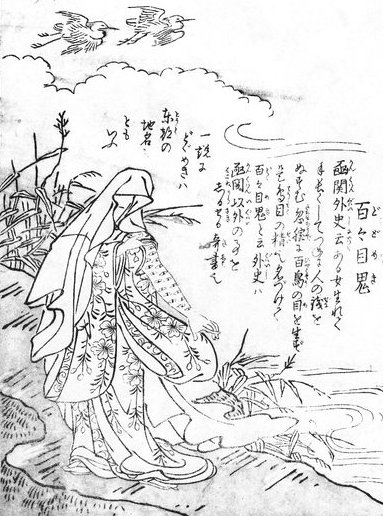
百々目鬼（どどめき）
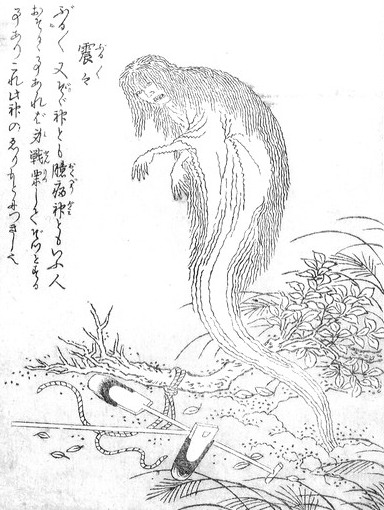
震々（ぶるぶる）
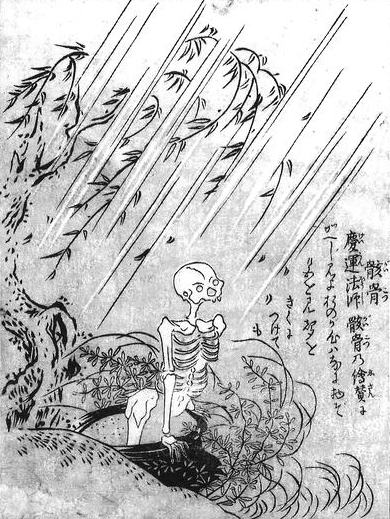
骸骨（がいこつ）
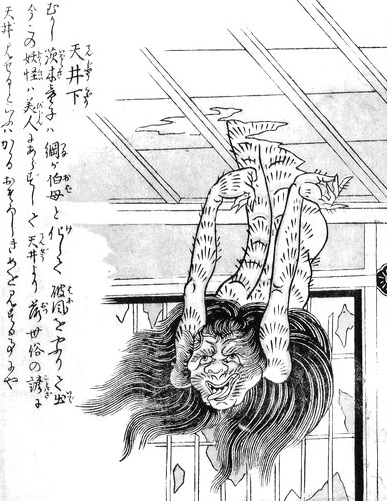
天井下（てんじょうくだり）
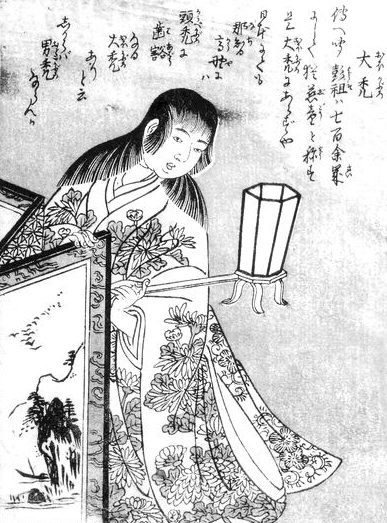
大禿（おおかぶろ）
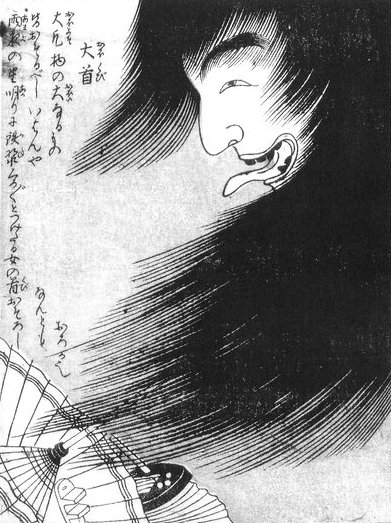
大首（おおくび）
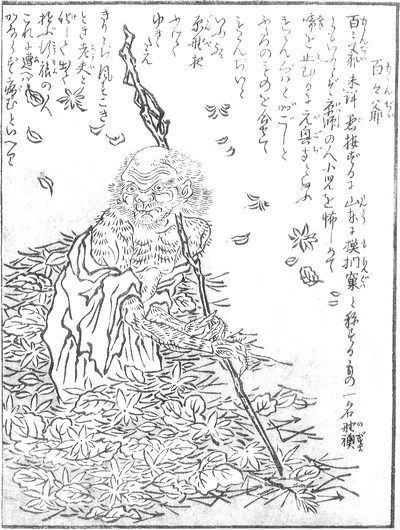
百々爺（ももんじい）
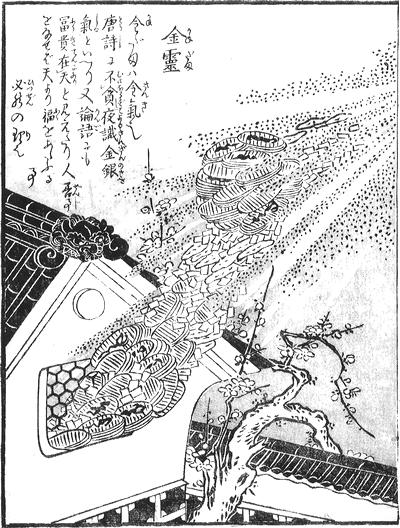
金霊（かねだま）
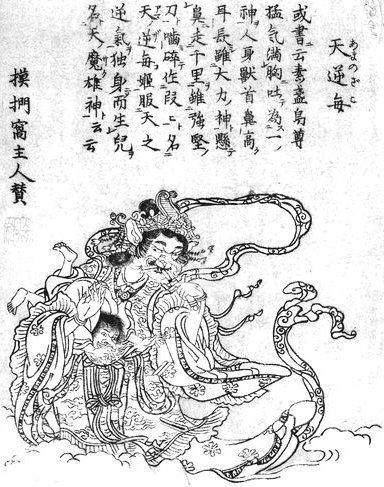
天逆毎（あまのざこ）
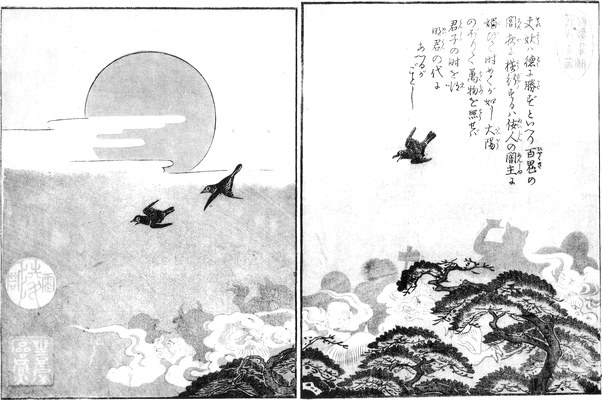
日の出（ひので）